# Saturn Award de la meilleure collection DVD

Le Saturn Award de la meilleure collection DVD (Saturn Award for Best DVD Collection) est une récompense télévisuelle décernée chaque année depuis 2004 par l'Académie des films de science-fiction, fantastique et horreur (Academy of Science Fiction Fantasy & Horror Films) pour récompenser la meilleure édition en DVD d'une collection de programmes de science-fiction, fantastique ou d'horreur.

## Palmarès
Note : L'année indiquée est celle de la cérémonie, récompensant les sorties DVD de l'année précédente. Les lauréats sont indiqués en tête de chaque catégorie et en caractères gras. Les titres originaux sont précisés entre parenthèses, sauf s'ils correspondent au titre en français.

### Années 2000
- 2004 : The Adventures of Indiana Jones DVD Collection comprenant Les Aventuriers de l'arche perdue (Raiders of the Lost Ark), Indiana Jones et le Temple maudit (Indiana Jones and the Temple of Doom) et Indiana Jones et la Dernière Croisade (Indiana Jones and the Last Crusade)
  - Mystery Science Theater 3000 Collection 2 - 4 comprenant Brigade des anges (Angels Revenge), Ator l'invincible 2 (Ator l'invincibile 2), L'Éclosion des monstres (Los Nuevos Extraterrestres), Monstrosity, The Sidehackers, The Unearthly, Girl in Gold Boots, Hamlet, Prinz von Dänemark, Overdrawn at the Memory Bank et divers courts métrages
  - The Lon Chaney Collection comprenant L'as de cœur, L'Inconnu (The Unknown), Ris donc, Paillasse ! (Laugh, Clown, Laugh) et Lon Chaney: A Thousand Faces
  - Alien Quadrilogy comprenant Alien, le huitième passager (Alien), Aliens, le retour (Aliens), Alien 3 et Alien, la résurrection (Alien Resurrection)
  - The Jack Ryan Special Edition DVD Collection comprenant À la poursuite d'Octobre rouge (The Hunt for Red October), Danger immédiat (Clear and Present Danger), Jeux de guerre (Patriot Games) et La Somme de toutes les peurs (The Sum of All Fears)
  - X-Men Collection comprenant X-Men et X-Men 2 (X2)
- 2005 : The Star Wars Trilogy comprenant Star Wars, épisode IV : Un nouvel espoir (Star Wars, episode IV: A New Hope), Star Wars, épisode V : L'Empire contre-attaque (Star Wars, Episode V: The Empire Strikes Back) et Star Wars, épisode VI : Le Retour du Jedi (Star Wars, Episode VI: Return of the Jedi)
  - The Best of Abbott and Costello, vol. 1-3 comprenant Deux Nigauds soldats (Buck Privates), Fantômes en vadrouille (Hold That Ghost), Deux Nigauds marins (In the Navy), Deux Nigauds aviateurs (Keep 'Em Flying), Une nuit sous les tropiques (One Night in the Tropics), Deux Nigauds dans une île (Pardon My Sarong), Deux Nigauds cow-boys (Ride 'Em Cowboy), Deux Nigauds détectives (Who Done It?), Deux Nigauds dans la neige (Hit the Ice), Hommes du monde (In Society), Deux Nigauds au collège (Here Come the Co-eds), Show Boat en furie (The Naughty Nineties), Deux Nigauds vendeurs (Little Giant), Deux Nigauds dans le manoir hanté (The Time of Their Lives), Deux Nigauds démobilisés (Buck Privates Come Home), Deux Nigauds et leur veuve (The Wistful Widow of Wagon Gap), Deux Nigauds chez Vénus (Abbott and Costello Go to Mars), Deux Nigauds légionnaires (Abbott and Costello in the Foreign Legion), Deux Nigauds contre Frankenstein (Abbott and Costello meet Frankenstein), Deux nigauds et l'homme invisible (Abbott and Costello Meet the Invisible Man), Deux Nigauds chez les tueurs (Abbott and Costello Meet the Killer, Boris Karloff), Deux Nigauds chez les barbus (Comin' Round the Mountain), Deux Nigauds en Alaska (Lost in Alaska) et Deux Nigauds toréadors (Mexican Hayride)
  - The Marx Brothers Silver Screen Collection comprenant Noix de coco (The Cocoanuts), L'Explorateur en folie (Animal Crackers), Monnaie de singe (Monkey Business), Plumes de cheval (Horse Feathers) et La Soupe au canard (Duck Soup)
  - The Monster Legacy Collections comprenant Frankenstein, La Fiancée de Frankenstein (The Bride of Frankenstein), Le Fils de Frankenstein (Son of Frankenstein), Le Spectre de Frankenstein (The Ghost of Frankenstein), La Maison de Frankenstein (House of Frankenstein), Dracula, Drácula, La Fille de Dracula (Dracula's Daughter), Le Fils de Dracula (Son of Dracula), La Maison de Dracula (House of Dracula), Le Loup-garou (The Wolf Man), Le Monstre de Londres (Werewolf of London), Frankenstein rencontre le loup-garou (Frankenstein Meets the Wolf Man) et She-Wolf of London
  - The Tarzan Collection comprenant Tarzan, l'homme singe (Tarzan the Ape Man), Tarzan s'évade (Tarzan Escapes), Tarzan et sa compagne (Tarzan and his mate), Tarzan trouve un fils (Tarzan Finds a Son!), Le Trésor de Tarzan (Tarzan's Secret Treasure), Les Aventures de Tarzan à New York (Tarzan's New York Adventure)
  - The Ultimate Matrix Collection comprenant Matrix (The Matrix), Matrix Reloaded (The Matrix Reloaded), Matrix Revolutions (The Matrix Revolutions) et Animatrix (The Animatrix)
- 2006 : The Bela Lugosi Collection comprenant Double Assassinat dans la rue Morgue (Murders in the Rue Morgue), Le Chat noir (The Black Cat), Le Corbeau (The Raven), Le Rayon invisible (The Invisible Ray) et Vendredi 13 (Black Friday)
  - Mystery Science Theater 3000 Collection Vol. 7 & 8 comprenant The Killer Shrews, Maciste contre les hommes de pierre (Maciste e la regina di Samar), Le Prince de l'espace (遊星王子, Yūsei Ōji), Monster A Go-Go, The Dead Talk Back, La Planète fantôme (The Phantom Planet) et Hobgoblins et divers courts métrages
  - Harold Lloyd Collection comprenant Monte là-dessus ! (Safety Last!), Pour le cœur de Jenny (An Eastern Westerner), On n'entre pas (Ask Father), Ça t'la coupe (Girl Shy), De la coupe aux lèvres (From Hand to Mouth), Patte de chat (The Cat's-Paw), Soupe au lait (The Milky Way), Faut pas s'en faire (Why Worry?), Le Petit Frère (The Kid Brother), Amour et Poésie (Bumping Into Broadway), Vive le sport ! (The Freshman), Coco de Chicago (Billy Blazes, Esq.), Doctor Jack, À la hauteur (Feet First), Le Petit à Grand-maman (Grandma's Boy), Pour l'amour de Mary (Now or never), Ma fille est somnambule (High and Dizzy), En vitesse (Speedy), Voyage au paradis (Never Weaken), Le Manoir hanté (Haunted Spooks), Une riche famille (Hot Water), Silence, on tourne ! (Movie Crazy), Oh! La belle voiture ! (Get Out and Get Under), Pour l'amour du Ciel (For Heaven's Sake), Quel numéro demandez-vous ? (Number, Please?), Marin malgré lui (A Sailor-made Man), La Chasse au renard (Among those present) et Ayez donc des gosses (I Do)
  - Hammer Horror Series comprenant Les Maîtresses de Dracula (The Brides of Dracula), La Nuit du loup-garou (The Curse of the Werewolf), Le Fantôme de l'Opéra (The Phantom of the Opera), Paranoiac, Le Baiser du vampire (The Kiss of the Vampire), Meurtre par procuration (Nightmare), Le Fascinant Capitaine Clegg (Captain Clegg), L'Empreinte de Frankenstein (The Evil of Frankenstein)
  - Batman Collection comprenant Batman, Batman : Le Défi (Batman Returns), Batman Forever et Batman et Robin (Batman and Robin)
  - The Val Lewton Collection comprenant La Féline (Cat People), La Malédiction des hommes-chats (The Curse of the cat people), Vaudou (I Walked with a Zombie), Le Récupérateur de cadavres (The Body Snatcher), L'Île des morts (Isle of the Dead), Bedlam, L'Homme-léopard (The Leopard Man), Le Vaisseau fantôme (The Ghost Ship), La Septième Victime (The Seventh Victim) et le documentaire Shadows in the Dark: The Val Lewton Legacy
- 2007 : James Bond Ultimate Edition (Collections 1-4) comprenant L'Homme au pistolet d'or (The Man with the Golden Gun), Goldfinger, Le monde ne suffit pas (The World Is Not Enough), Les diamants sont éternels (Diamonds Are Forever), Tuer n'est pas jouer (The Living Daylights), Dangereusement vôtre (A View to a Kill), Opération Tonnerre (Thunderball), Meurs un autre jour (Die Another Day), L'Espion qui m'aimait (The Spy Who Loved Me), Permis de tuer (Licence to Kill), GoldenEye, Vivre et laisser mourir (Live and Let Die), Rien que pour vos yeux (For Your Eyes Only), Bons baisers de Russie (From Russia with Love), Au service secret de Sa Majesté (On Her Majesty's Secret Service), James Bond 007 contre Dr. No (Dr. No), On ne vit que deux fois (You Only Live Twice), Octopussy, Demain ne meurt jamais (Tomorrow Never Dies), Moonraker
  - The Premiere Frank Capra Collection comprenant Monsieur Smith au Sénat (Mr. Smith Goes to Washington), New York-Miami (It Happened One Night), Vous ne l'emporterez pas avec vous (You Can't Take It With You), L'Extravagant Mr. Deeds (Mr. Deeds Goes to Town), La Ruée (American Madness) et le documentaire Frank Capra's American Dream
  - The Boris Karloff Collection comprenant La Tour de Londres (Tower of London), Le Mystère du château noir (The Black Castle), La Passion du Docteur Holmes (The Climax), Le Château de la terreur (The Strange Door) et Alerte la nuit (Night Key)
  - Hollywood Legends of Horror Collection comprenant Docteur X (Doctor X), Le Retour du docteur X (The Return of Doctor X), Les Mains d'Orlac (Mad Love), Les Poupées du diable (The Devil-Doll), La Marque du vampire (Mark of the Vampire), Le Masque d'or (The Mask of Fu Manchu)
  - Superman Ultimate Collector's Edition comprenant Superman (film) (Superman: The Movie), Superman 2 (Superman II: The Adventure Continues), Superman II: The Richard Donner Cut, Superman 3 (Superman III: Superman vs. Superman), Superman 4 : Le face-à-face (Superman IV: The Quest For Peace) et Superman Returns
  - The Exorcist - The Complete Anthology comprenant L’Exorciste (The Exorcist), L'Exorciste (version intégrale) (The Exorcist: Unrated), L'Exorciste 2 : L'Hérétique (The Exorcist II: The Heretic), L'Exorciste, la suite (The Exorcist III : Legion), L'Exorciste : Au commencement (The Exorcist: The Beginning) et Dominion: Prequel to the Exorcist
- 2008 : The Mario Bava Collection (Vol. 1 & 2) comprenant Le Masque du démon (La Maschera del demonio), Les Trois Visages de la peur (I tre volti della paura), La Fille qui en savait trop (La Ragazza che sapeva troppo), Opération peur (Operazione paura), Six Femmes pour l'assassin (Sei donne per l'assassino), Baron vampire (Gli Orrori del castello di Norimberga), Lisa et le Diable (Lisa e il diavolo), Roy Colt e Winchester Jack, Quante volte... quella notte, La Baie sanglante (Reazione a catena) et L'Île de l'épouvante (5 bambole per la luna d'agosto)
  - The Godzilla Collection comprenant Godzilla (ゴジラ, Gojira), Godzilla, le monstre de l’océan pacifique (Godzilla, King of the Monsters!), Le Retour de Godzilla (ゴジラの逆襲, Gojira no Gyakushū), Mothra contre Godzilla (モスラ対ゴジラ, Mosura tai Gojira), Ghidrah, le monstre à trois têtes (三大怪獣　地球最大の決戦, San Daikaijū: Chikyū Saidai no Kessen), Invasion Planète X (怪獣大戦争, Kaijū Daisensō) et Mechagodzilla contre-attaque (メカゴジラの逆襲, Mekagojira no Gyakushū)
  - The Sergio Leone Anthology comprenant Pour une poignée de dollars (Per un pugno di dollari), Et pour quelques dollars de plus (Per qualche dollaro in più), Le Bon, la Brute et le Truand (Il buono, il brutto, il cattivo) et Il était une fois la révolution (Giù la testa)
  - Sonny Chiba Collection comprenant Super Express 109 (新幹線大爆破, Shinkansen Daibakuha), La Karatigresse aux mains d'acier (女必殺拳, Onna Hissatsu Ken), Karate Warriors (Kozure satsujin ken), Dragon Princess (必殺女拳士, Hissatsu Onna Kenshi), Golgo 13 : Assignment Kowloon (ゴルゴ13 九竜の首, Gorugo Sātīn Kûron no kubi), Karate Kiba, Champion Of Death (けんか空手 極真拳, Kenka karate kyokushinken) et The Street Fighter's Last Revenge (逆襲！殺人拳, Gyakushū! Satsujin ken)
  - Stanley Kubrick: Warner Home Video Directors Series comprenant 2001, l'Odyssée de l'espace (2001: A Space Odyssey), Orange mécanique (A Clockwork Orange), Eyes Wide Shut, Full Metal Jacket, Shining (The Shining) et Stanley Kubrick : Une vie en image (Stanley Kubrick: A Life in Pictures)
  - Vincent Price (MGM Scream Legends Collection) comprenant L'Abominable Docteur Phibes (The Abominable Dr. Phibes), L'Empire de la terreur (Tales of Terror), Théâtre de sang (Theater of Blood), Madhouse, Le Grand Inquisiteur (Witchfinder General), Le Retour de l'abominable Docteur Phibes (Dr. Phibes Rises Again) et Trio de terreur (Twice-Told Tales)
- 2009 : The Godfather - The Coppola Restoration comprenant Le Parrain (Mario Puzo's The Godfather), Le Parrain - 2e partie (Mario Puzo's The Godfather : Part II) et Le Parrain, 3e partie (Mario Puzo's The Godfather : Part III)
  - Abbott and Costello (Complete Universal Series Collection) comprenant Une nuit sous les tropiques (One Night in the Tropics), Deux Nigauds soldats (Buck Privates), Deux Nigauds marins (In the Navy), Fantômes en vadrouille (Hold That Ghost), Deux Nigauds aviateurs (Keep'em flying), Deux Nigauds cow-boys (Ride 'Em Cowboy), Deux Nigauds dans une île (Pardon My Sarong), Deux Nigauds détectives (Who Done It?), Deux Nigauds dans le foin (It Ain't Hay), Deux Nigauds dans la neige (Hit the Ice), Hommes du monde (In Society), Deux Nigauds au collège (Here Come the Co-eds), Show Boat en furie (The Naughty Nineties), Deux Nigauds dans le manoir hanté (The Time of Their Lives), Deux Nigauds démobilisés (Buck Privates Come Home), Deux Nigauds et leur veuve (The Wistful Widow of Wagon Gap), Deux Nigauds contre Frankenstein (Abbott and Costello meet Frankenstein), Deux Nigauds toréadors (Mexican Hayride), Deux Nigauds chez les tueurs (Abbott and Costello Meet the Killer, Boris Karloff), Deux Nigauds légionnaires (Abbott and Costello in the Foreign Legion), Deux nigauds et l'homme invisible (Abbott and Costello Meet the Invisible Man), Deux Nigauds chez les barbus (Comin' Round the Mountain), Deux Nigauds en Alaska (Lost in Alaska), Deux Nigauds chez Vénus (Abbott and Costello Go to Mars), Deux Nigauds contre le Dr Jekyll et Mr Hyde (Abbott and Costello Meet Dr. Jekyll and Mr. Hyde), Deux Nigauds et les flics (Abbott and Costello Meet the Keystone Kops) et Deux Nigauds et la momie (Abbott and Costello Meet the Mummy)
  - Dirty Harry (Ultimate Collector’s Edition) comprenant L'Inspecteur Harry (Dirty Harry), Magnum Force, L'inspecteur ne renonce jamais (The Enforcer), Le Retour de l'inspecteur Harry (Sudden Impact) et La Dernière Cible (The Dead Pool)
  - Ghost House Underground Eight Film Collection comprenant Dance of the Dead, No Man's Land: The Rise of Reeker, The Substitue (Vikaren), Dark Floors (Dark Floors: The Lordi Motion Picture), Trackman (Путевой обходчик, Putevoy obkhodchik), Room 205 (Kollegiet), The Last House in the Woods (Il bosco fuori) et Brotherhood of Blood
  - Mystery Science Theater 3000: 20th Anniversary Edition comprenant L'Étoile du silence (Der schweigende Stern), Rayon laser (Laserblast), Le Loup-garou (Werewolf) et Future War
  - Planet of the Apes 40th Anniversary Collection comprenant La Planète des singes (Planet of the Apes), Le Secret de la planète des singes (Beneath the Planet of the Apes), Les Évadés de la planète des singes (Escape from the Planet of the Apes), La Conquête de la planète des singes (Conquest of the Planet of the Apes) et La Bataille de la planète des singes (Battle for the Planet of the Apes)

### Années 2010
- 2010 : Star Trek Original Motion Picture Collection comprenant Star Trek, le film (Star Trek: The Motion Picture), Star Trek 2 : La Colère de Khan (Star Trek II: The Wrath of Khan), Star Trek 3 : À la recherche de Spock (Star Trek III: The Search for Spock), Star Trek 4 : Retour sur Terre (Star Trek IV: The Voyage Home), Star Trek 5 : L'Ultime Frontière (Star Trek V: The Final Frontier) et Star Trek 6 : Terre inconnue (Star Trek VI : The Undiscovered Country)
  - Columbia Pictures Film Noir Classics, Volume 1 comprenant Règlement de comptes (The Big Heat), On ne joue pas avec le crime (5 Against the House), The Lineup, Meurtre sous contrat (Murder by Contract) et L'Homme à l'affût (The Sniper)
  - The Hannibal Lector Anthology comprenant Le Sixième Sens (Manhunter), Le Silence des agneaux (The Silence of the Lambs) et Hannibal
  - Hellraiser Boxed Set comprenant Le Pacte (Hellraiser), Hellraiser 2 (Hellraiser : Hellbound) et Hellraiser 3 (Hellraiser III : Hell on Earth)
  - Icons of Sci-Fi: Toho Collection comprenant L'Homme H (美女と液体人間, Bijo to Ekitainingen), Bataille dans l'espace (宇宙大戦争, Uchū Daisensō) et Mothra (モスラ, Mosura)
  - The William Castle Collection comprenant 13 filles terrorisées (13 Frightened Girls), 13 Ghosts, Homicidal (Homicidal, the Story of a Psychotic Killer), La Meurtrière diabolique (Strait-Jacket), The Old Dark House, Mr. Sardonicus, Le Désosseur de cadavres (The Tingler) et Zotz!
- 2011 : Alien Anthology comprenant Alien, le huitième passager (Alien), Aliens, le retour (Aliens), Alien 3, Alien, la résurrection (Alien Resurrection), Making the Anthology et The Anthology Archives
  - Retour vers le futur 25th Anniversary Trilogy comprenant Retour vers le futur (Back to the Future), Retour vers le futur 2 (Back to the Future, Part II) et Retour vers le futur 3 (Back to the Future, Part III)
  - Clint Eastwood 35 films 35 years at Warner Bros. comprenant Quand les aigles attaquent (Where Eagles Dare), De l'or pour les braves (Kelly's Heroes), L'Inspecteur Harry (Dirty Harry), Magnum Force, L'inspecteur ne renonce jamais (The Enforcer), Josey Wales hors-la-loi (The Outlaw Josey Wales), L'Épreuve de force (The Gauntlet), Doux, dur et dingue (Every Which Way But Loose), Bronco Billy, Ça va cogner (Any Which Way You Can), Honkytonk Man, Firefox, l'arme absolue (Firefox), Le Retour de l'inspecteur Harry (Sudden Impact), Haut les flingues ! (City Heat), La Corde raide (Tightrope), Pale Rider, le cavalier solitaire (Pale Rider), Le Maître de guerre (Heartbreak Ridge), Bird, La Dernière Cible (The Dead Pool), Pink Cadillac, Chasseur blanc, cœur noir (White Hunter, Black Heart), La Relève (The Rookie), Impitoyable (Unforgiven), Un monde parfait (A Perfect World), Sur la route de Madison (The Bridges of Madison County), Les Pleins Pouvoirs (Absolute Power), Minuit dans le jardin du bien et du mal (Midnight in the Garden of Good and Evil), Jugé coupable (True Crime), Space Cowboys, Créance de sang (Blood Work), Mystic River, Million Dollar Baby, Lettres d'Iwo Jima (Letters from Iwo Jima), Gran Torino, The Eastwood Factor
  - Fantômas: Five Films Collection comprenant Fantômas, Juve contre Fantômas, Le Mort qui tue, Fantômas contre Fantômas et Le Faux Magistrat
  - Film Noir Classic Collection, Volume 5 comprenant Pris au piège (Cornered), Desperate, The Phenix City Story, Deadline at Dawn, Armored Car Robbery, Face au crime (Crime in the streets), Les Âmes nues (Dial 1119) et Du sang sur le tapis vert (Backfire)
  - Vengeance Trilogy comprenant Sympathy for Mister Vengeance (복수는 나의 것, Boksuneun naui geot), Old Boy (올드보이, Oldeuboi) et Lady Vengeance (친절한 금자씨, Chinjeolhan Geumja-ssi)
- 2012 : Stanley Kubrick, The Essential Collection comprenant Spartacus, Lolita, Docteur Folamour (Dr. Strangelove), 2001, l'Odyssée de l'espace (2001: A Space Odyssey), Orange mécanique (A Clockwork Orange), Barry Lyndon, Shining (The Shining), Full Metal Jacket et Stanley Kubrick: A Life in Pictures
  - Jean Rollin Cinema Collection comprenant Le Viol du vampire, La Vampire nue, Le Frisson des vampires, La Rose de fer, Requiem pour un vampire, Les Démoniaques, Lèvres de sang et Fascination
  - Jurassic Park Ultimate Trilogie comprenant Jurassic Park, Le Monde perdu : Jurassic Park (The Lost World: Jurassic Park) et Jurassic Park 3 (Jurassic Park III)
  - Coffret Trilogie Le Seigneur des Anneaux - Intégrale Versions Longues comprenant Le Seigneur des anneaux : La Communauté de l'anneau (The Lord of the Rings: The Fellowship of the Ring), Le Seigneur des anneaux : Les Deux Tours (The Lord of the Rings: The Two Towers) et Le Seigneur des anneaux : Le Retour du roi (The Lord of the Rings: The Return of the King)
  - Star Wars, l'intégrale de la saga comprenant Star Wars, épisode I : La Menace fantôme (Star Wars Episode I: The Phantom Menace), Star Wars, épisode II : L'Attaque des clones (Star Wars Episode II: Attack of the Clones), Star Wars, épisode III : La Revanche des Sith (Star Wars Episode III: Revenge of the Sith), Star Wars, épisode IV : Un nouvel espoir (Star Wars Episode IV: A New Hope), Star Wars, épisode V : L'Empire contre-attaque (Star Wars Episode V: The Empire Strikes Back) et Star Wars, épisode VI : Le Retour du Jedi (Star Wars Episode VI: Return of the Jedi)
  - Superman: The Motion Picture Anthology, 1978-2006 comprenant Superman, le film (Superman: The Movie), Superman 2 : L'Aventure continue (Superman II), Superman 3 (Superman III), Superman 4 : Le Face-à-face (Superman IV: The Quest for Peace), Superman Returns, Superman et les Nains de l'enfer (Superman and the Mole Men), Super-Rabbit, Snafuperman, Stupor Duck, Fleischer Studios' Superman, Famous Studios' Superman et Look, Up in the Sky: The Amazing Story of Superman
- 2013 : Universal Classic Monsters: The Essentials Collection comprenant Le Fantôme de l'Opéra (The Phantom of the Opera), Dracula, Frankenstein, La Momie (The Mummy), L'Homme invisible (The Invisible Man), La Fiancée de Frankenstein (The Bride of Frankenstein), Le Loup-garou (The Wolf Man) et L'Étrange Créature du lac noir (Creature from the Black Lagoon)
  - Alfred Hitchcock: The Masterpiece Collection comprenant La Mort aux trousses (North By Northwest), Les Oiseaux (The Birds), Psychose (Psycho), Sueurs froides (Vertigo), Fenêtre sur cour (Rear Window), Le Rideau déchiré (Torn Curtain), L'Homme qui en savait trop (The Man Who Knew Too Much), La Corde (Rope), L'Ombre d'un doute (Shadow of a Doubt), Complot de famille (Family Plot), Cinquième Colonne (Saboteur), Mais qui a tué Harry ? (The Trouble With Harry), Pas de printemps pour Marnie (Marnie), L'Étau (Topaz) et Frenzy
  - Battle Royale: The Complete Collection comprenant Battle Royale
  - Bond 50: The Complete 22 Film Collection comprenant James Bond 007 contre Dr. No (Dr. No), Bons baisers de Russie (From Russia with Love), Goldfinger, Opération Tonnerre (Thunderball), On ne vit que deux fois (You Only Live Twice), Au service secret de Sa Majesté (On Her Majesty's Secret Service), Les diamants sont éternels (Diamonds are forever), Vivre et laisser mourir (Live and Let Die), L'Homme au pistolet d'or (The Man with the Golden Gun), L'Espion qui m'aimait The Spy Who Loved Me), Moonraker, Rien que pour vos yeux (For Your Eyes Only), Octopussy, Dangereusement vôtre (A View to a Kill), Tuer n'est pas jouer (The Living Daylights), Permis de tuer (Licence to Kill), GoldenEye, Demain ne meurt jamais (Tomorrow Never Dies), Le monde ne suffit pas (The World Is Not Enough), Meurs un autre jour (Die Another Day), Casino Royale, Quantum of Solace
  - Dark Shadows: The Complete Original Series
  - The Ultimate Buster Keaton Blu-ray Collection comprenant Cadet d'eau douce (Steamboat Bill Jr.), Le Mécano de la « General » (The General), Sportif par amour (College), Les Fiancées en folie (Seven Chances), Ce crétin de Malec (The Saphead), Les Lois de l'hospitalité (Our Hospitality), La Croisière du Navigator (The Navigator), Les Trois Âges (Three Ages), Sherlock Junior (Sherlock, Jr.), Ma vache et moi (Go West) et Le Dernier Round (Battling Butler)
- 2014 : Chucky: The Complete Collection
  - The Bowery Boys: Collection: Volumes 2 and 3
  - Friday the 13th: The Complete Collection
  - James Dean Ultimate Collector's Collection
  - Mad Max Trilogy
  - Zatoichi The Blind Swordsman
- 2015 : Halloween: The Complete Collection
- 2016 : The Frank Darabont Collection